# 竹聯幫弘仁會
竹聯幫仁堂弘仁會為台灣廣域性黑社會組織竹聯幫仁堂的直系分會。主要活動在台灣台北市中山區、大安區等，總成員數不明。創於1994年，由堂內成員許瑞弘（綽號「麥可」）創立，為仁堂分支之一。該組織手段兇殘好鬥並引發多起社會事件，受到警方的重視。早期的代表作、從事工程圍標，到前內政部長黃主文堂弟開設的營造公司開槍傷人；以及綁架知名的律師涂錦樹等暴力犯罪行爲。由於這兩案的被害人，都與當時黨政高層關係良好；弘仁會拂虎鬚的囂張行徑，自然成為警方掃黑的頭號關注目標。

## 沿革
2006年，許瑞弘轉往中國大陸發展，會長則交由陳啟鴻（小川）打理。2008年前後，弘仁會為了毒品與地盤利益，在中山區與和堂爆發激烈衝突。4月15日兩方於基隆殯儀館混戰，和堂大哥高國祥當場遭弘仁會之劉名揚刺死。同年4月22日，弘仁會會長陳啟鴻酒後在復興南路上之酒店富麗皇家前遭和堂兄弟伏擊，臀部中彈。也使得陳啟鴻退位，將會長職務交由吳庚旺（蜈蚣）。
同年12月，和堂副堂主在旗下之「2046夜店」遭人連開3槍，胸腹中彈，送醫急救後撿回一命，此槍擊事件被視為是弘仁會的報復行動。竹聯幫高層佰合等人介入調解雙方仇恨，並舉行餐會營造大和解的氛圍，藉由化解內訌的窘態。
2008年，仁堂分會弘仁會與直系堂口和堂爆發多次槍擊事件，引起軒然大波，因毒品及地盤利益談不攏造成的內訌，引起警方及竹聯幫高層的關注。幫內高層極力緩和雙方勢力的仇隙，同時警方也極力掃蕩與監控兩派人馬，但終究造成多起槍擊事件與死傷。也使得弘仁會近年來聲名大噪，知名度遠高於上頭的仁堂。
但在2010年3月，弘仁會副會長卓世傑於大安區遭和堂份子砍死，再度爆發激烈衝突，會長吳庚旺撂下將不惜一切代價復仇，並調集火力和人力，要與和堂拼出死活。警方高度重視此黑幫復仇戰，因此全力掃蕩仁堂弘仁會與和堂。同年10月27日逮捕弘仁會長吳庚旺及幫眾數十名，並破獲暗藏準備復仇的軍火。
2012年10月，弘仁會長葉益槐涉嫌指使林聖閎擔任指揮，其又涉嫌指使手下劉國威、趙偉恭，槍手蕭子維等9人，光天化日下近距離狂轟新東陽董座麥寬成座車9槍，因此全力掃蕩以火力強大著稱的弘仁會，逮捕弘仁會長葉益槐及手下查獲大批長短槍械。
2014年12月，竹聯弘仁會與天道盟美鷹會分子發生衝突，雙方相約談判，導致美鷹會分子遭砍殺一度命危，弘仁會長林聖閎仍不願罷手，後林聖再教唆呂姓、曾姓小弟2人分別前往美鷹會分子所開設的租車行及住處開槍恫嚇，行徑囂張，之後林聖閎等弘仁會幫眾隨即遭到警方掃黑，美鷹會毫無重大損失！2015年4月，藝人馬國畢和汪建民更欠下千萬債務被弘仁會長林聖閎毆打。2015年6月初，因不滿同為竹聯的雷堂分子，兵分多路狙擊雷堂地盤，弘仁會長林聖閎除介入大台北地區多起都更工程利益外，涉嫌放高利貸，販毒，亦指揮、操控成員，涉嫌雙北地區多起青少年聚眾、鬥毆及信號彈縱火案件。

## 歷任會長
- 首任：許瑞弘（麥可）
- 二任：陳啟鴻（小川）
- 三任：吳庚旺（蜈蚣）
- 四任：葉益槐
- 五任：林聖閎（小阿閎）

## 參閲
- 竹聯幫寶和會

## 外部連結
- 年前大掃黑-警政署長點名竹聯幫弘仁與寶和會 （页面存档备份，存于）